# Nihat Kahveci
Nihat Kahveci (Istanbul, 23. studenog 1979.), bivši turski nogometaš i reprezentativac. Debi za reprezentaciju ostvario je 2000. godine protiv Švedske, a prvi gol za reprezentaciju postigao je 2001. protiv Moldavije. Nihatova primarna pozicija je napad, no može igrati i kao vezni napadač. 
Nihat dolazi iz omladinske škole Beşiktaşa, a otkrio ga je Hurser Tekinoktay kada je igrao protiv Dikilitaşa. Za prvu momčad Beşiktaşa počeo je igrati od 1997. Godine 2002., John Toschack prodaje ga u Real Sociedad. Tijekom boravka u San Sebastianu, Nihat je zabilježio 133 nastupa i postigao je 58 golova. Tijekom sezone 2002./03. postigao je 23 pogotka i podijelio je drugo mjesto s Ronaldom (prvi je bio Roy Makaay s 29). Tu sezonu, Sociedad je završio s drugim mjestom. Tijekom svog boravka imao je izuzetno dobru suradnju sa srpskim nogometašem Darkom Kovačevićem koji mu je bio kolega u napadu. Sljedeće sezone sa Sociedadom je nastupio i u Ligi prvaka. 
Godine 2002. nastupio je i za Tursku na SP-u 2002.
Dana 16. svibnja 2006. odlučio je potpisati za Villarreal CF
Na EURO-u 2008. postigao je 2 odlučujuća pogotka za Tursku u trećem kolu skupine A koji su Turskoj (koja je nakon 0-2, došla na 3-2), pobjedom nad Česima, osigurali prolaz u četvrtfinale natjecanja.
Nihat Kahveci obznanio je kako se povlači iz aktivnog igranja nogometa s 32 godine.

### Klupska statistika
Ažurirano: 16. lipnja 2008.
| Klub            | Sezona    | Liga | Liga | Kup | Kup | Europa | Europa | Ukupno | Ukupno |
| Klub            | Sezona    | N    | G    | N   | G   | N      | G      | N      | G      |
| --------------- | --------- | ---- | ---- | --- | --- | ------ | ------ | ------ | ------ |
| Beşiktaş JK     | 1997./98. | 11   | 2    | 0   | 0   | 0      | 0      | 11     | 2      |
| Beşiktaş JK     | 1998./99. | 28   | 7    | 0   | 0   | 0      | 0      | 28     | 7      |
| Beşiktaş JK     | 1999./00. | 32   | 7    | 0   | 0   | 0      | 0      | 32     | 7      |
| Beşiktaş JK     | 2000./01. | 32   | 5    | 2   | 0   | 0      | 0      | 34     | 5      |
| Beşiktaş JK     | 2001./02. | 13   | 6    | 4   | 1   | 0      | 0      | 17     | 7      |
| Beşiktaş JK     | Ukupno    | 114  | 27   | 6   | 1   | 0      | 0      | 120    | 28     |
| Real Sociedad   | 2001./02. | 11   | 1    | 4   | 1   | 0      | 0      | 15     | 2      |
| Real Sociedad   | 2002./03. | 42   | 23   | 0   | 0   | 0      | 0      | 35     | 23     |
| Real Sociedad   | 2003./04. | 32   | 14   | 0   | 0   | 8      | 0      | 40     | 14     |
| Real Sociedad   | 2004./05. | 23   | 13   | 0   | 0   | 0      | 0      | 23     | 13     |
| Real Sociedad   | 2005./06. | 32   | 7    | 0   | 0   | 0      | 0      | 32     | 7      |
| Real Sociedad   | Ukupno    | 133  | 58   | 4   | 1   | 8      | 0      | 145    | 59     |
| Villarreal C.F. | 2006./07. | 9    | 0    | 0   | 0   | 0      | 0      | 9      | 0      |
| Villarreal C.F. | 2007./08. | 25   | 18   | 3   | 2   | 6      | 4      | 34     | 23     |
| Villarreal C.F. | Ukupno    | 34   | 18   | 3   | 2   | 6      | 4      | 43     | 23     |
| Ukupno          | Ukupno    | 272  | 96   | 13  | 4   | 12     | 4      | 299    | 105    |